# Подимівка (Курська область)
Подимівка (рос. Подымовка) — присілок в Фатезькому районі Курської області Російської Федерації.
Населення становить 13 осіб. Входить до складу муніципального утворення Солдатська сільрада.

## Історія
Населений пункт розташований на території українського етнічного та культурного краю Східна Слобожанщина.
Від 2004 року входить до складу муніципального утворення Солдатська сільрада.

## Населення
| 1762 | 1782 | 1795 | 1816 | 1834 | 1862 | 1900 |
| ---- | ---- | ---- | ---- | ---- | ---- | ---- |
| 155  | ↗264 | ↗298 | ↗318 | ↘277 | ↗295 | ↗348 |
| 1905 | 1958 | 1979 | 1989 | 2002 | 2010 |      |
| ↗356 | ↘180 | ↘75  | ↘39  | ↘30  | ↘13  |      |